# Desigualdad de Poincaré
En matemáticas, la desigualdad de Poincaré es un resultado en la teoría de los espacios de Sóbolev, que lleva el nombre del matemático francés Henri Poincaré. La desigualdad permite obtener límites en una función mediante límites en sus derivadas y la geometría de su dominio de definición. Tales límites son de gran importancia en los modernos métodos directos del cálculo de variaciones. Un resultado muy estrechamente relacionado es la desigualdad de Friedrichs.

## Enunciación de la desigualdad

### La desigualdad de Poincaré clásica
Sea p, tal que 1≤p<∞ y Ω un subconjunto con al menos un borde. Entonces existe una constante C, dependiendo sólo de Ω y p , tal que para cada función u del Espacio de Sóbolev W01,p(Ω) se tiene:
{\displaystyle \|u\|_{L^{p}(\Omega )}\leq C\|\nabla u\|_{L^{p}(\Omega )},}

### La desigualdad de Poincaré-Wirtinger
Asumiendo que 1 ≤ p ≤ ∞ y que Ω es a subconjunto abierto acotado y conexo del espacio euclídeo n-dimensional Rn con un dominio de Lipschitz. Entonces existe una constante C, dependiente solo de Ω y p, tal que para función u en el espacio de Sóbolev W1,p(Ω) se tiene:
{\displaystyle \|u-u_{\Omega }\|_{L^{p}(\Omega )}\leq C\|\nabla u\|_{L^{p}(\Omega )},}
donde
{\displaystyle u_{\Omega }={\frac {1}{|\Omega |}}\int _{\Omega }u(y)\,\mathrm {d} y}
es el valor medio de u sobre Ω, con |Ω| representando la medida de Lebesgue del dominio Ω. Cuando Ω es una bola, la desigualdad superior es llamada una (p,p)-desigualdad de Poincaré; para dominios más generales Ω, se conoce como desigualdad de Sóbolev.

### Generalizaciones
En el contexto de espacios métricos, estos espacios soportanuna (q,p)-desigualdad de Poincaré para {\displaystyle 1\leq q,p<\infty } si hay constantes C y {\displaystyle \lambda \geq 1} de modo que para cada bola B en tal espacio se tiene lo siguiente:
{\displaystyle \mu (B)^{-1/q}\|u-u_{B}\|_{L^{q}(B)}\leq C{\text{rad}}(B)\mu (B)^{-1/p}\|\nabla u\|_{L^{p}(\lambda B)}.}
En el contexto de espacios métricos, {\displaystyle |\nabla u|} es el mínimo p-débil gradiente superior de u en el sentido de Heinonen y Koskela [J. Heinonen and P. Koskela, Quasiconformal maps in metric spaces with controlled geometry, Acta Math. 181 (1998), 1–61]
Existen otras generalizaciones de la desigualdad de Poincaré en otros espacios de Sóbolev. Por ejemplo, el siguiente (Garroni y Müller (2005)) es una desigualdad de Poincaré para el espacio de Sóbolev H1/2(T2), es decir, el espacio de funciones u en el espacio L2 del toro T2 con la transformada de Fourier û satisfaciendo:
{\displaystyle [u]_{H^{1/2}(\mathbf {T} ^{2})}^{2}=\sum _{k\in \mathbf {Z} ^{2}}|k|{\big |}{\hat {u}}(k){\big |}^{2}<+\infty }
existe una constante C tal que para cada u ∈ H1/2(T2) con u identicamente cero en un abierto E ⊆ T2 se tiene:
{\displaystyle \int _{\mathbf {T} ^{2}}|u(x)|^{2}\,\mathrm {d} x\leq C\left(1+{\frac {1}{\mathrm {cap} (E\times \{0\})}}\right)[u]_{H^{1/2}(\mathbf {T} ^{2})}^{2},}
donde cap(E × {0}) denota la capacidad armónica de E × {0} cuando se ve como un subconjunto de R3.

## La constante de Poincaré
La constante óptima C en la desigualdad de Poincaré es algunas veces conocida como la constante de Poincaré para el dominio Ω. Determinar la constante de Poincaré es, en general, una tarea muy difícil que depende tanto de p como de la gemometría del dominio Ω. Aunque en algunos casos es tratable.